# Oświęcim
Oświęcim (njemački:  Auschwitz, češki: Osvětim,  slovački Osvienčim, ruski: Освенцим, jidiš: Oshpitsin) je grad u južnoj Poljskoj u Malopoljskom vojvodstvu.

## Zemljopis
Oswiecim leži na raskrižju državne ceste 44 s 933 i nalazi se na sjevernom kraju ceste 948. Stari grad Oswiecim se nalazi istočno od rijeke Sołe. Željeznička postaja nalazi se preko rijeke, sjeverozapadno od grada, s glavnim muzejem u zapadnom dijelu grada. Državni muzej Auschwitz-Birkenau nalazi se u selu Brzezinka (njemački: Birkenau), zapadno od željezničkog kolodvora. Kemijska tvornica nalaze se istočno od grada.

## Povijest
Grad je najpoznatiji po logoru Auschwitz koji je postojao za vrijeme Drugog svjetskog rata.
U listopadu 1939., Treće Carstvo je odmah pripojilo područje Gornje Šleske, koja je postala dio "drugog" Ruhr-a do 1944.  Godine 1940, Nacistička Njemačka koristiti prisilne radnike za izgradnju novih kuća u Auschwitzu za čuvare i osoblje logora.
Nakon Drugog svjetskog rata grad je pripojen Poljskoj, gradi se novo stambeno naselje, razvija se kemijska industrija, a kasnije se razvijaju uslužne djelatnosti i trgovina. Turizam temeljen na koncentracijskom logoru važan je izvor prihoda za gradska poduzeća.

## Gradovi prijatelji
| - Ukrajina, Sambir - Njemačka, Kerpen | - Njemačka, Breisach - Italija, Arezzo |

## Vanjske poveznice
- Službene stranice grada  Arhivirana inačica izvorne stranice od 27. travnja 2009. (Wayback Machine)
- Židovska zajednica Oświęcim  Arhivirana inačica izvorne stranice od 20. siječnja 2012. (Wayback Machine)